# Siegfried Ruff (Generalleutnant)
Siegfried Ruff (* 20. Februar 1895 in Cunersdorf, Brandenburg; † 3. Februar 1946 in Riga, Lettische SSR, Sowjetunion) war ein deutscher Generalleutnant der Wehrmacht, der nach dem Zweiten Weltkrieg nach einem Kriegsverbrecherprozess in Riga hingerichtet wurde.

## Leben
Siegfried Ruff, Sohn des Gutsverwalters Paul Ruff und dessen Frau Martha Moser, trat am 22. März 1913 als Fähnrich in das 2. Posensche Feldartillerie-Regiment Nr. 56 der Preußischen Armee in Lissa ein. Am 18. Oktober 1913 wurde er zum Oberfähnrich befördert. Ab August 1914 nahm Ruff mit seinem Regiment am Ersten Weltkrieg teil, wurde Anfang September 1914 zum Leutnant befördert und im Kriegsverlauf mit beiden Klassen des Eisernen Kreuzes ausgezeichnet.
Nach Kriegsende wurde Ruff in die vorläufige Reichswehr übernommen und in das leichte Reichswehr-Artillerie-Regiment 5 der Reichswehr-Brigade 5 in Glogau versetzt. Ab dem 1. Oktober 1920 diente er im 3. (Preußisches) Artillerie-Regiment in Frankfurt (Oder) als Abteilungs- und Regimentsadjutant sowie als Batteriechef. Am 15. Oktober 1935 wurde er Abteilungskommandeur im nun Artillerie-Regiment 3 und am 10. November 1938 folgte seine Ernennung zum Kommandeur der neu aufgestellten Grenz-Artillerie-Abteilung 101 in Jüterbog.
Ab dem 1. Juni 1939 fungierte Ruff als Adjutant im Generalstab des XXV. Armeekorps, mit dem er ab September 1939 am Zweiten Weltkrieg teilnahm. Zum 6. Februar 1940 wurde er erster Kommandeur des Artillerie-Regiments 291 der 291. Infanterie-Division, das zu diesem Zeitpunkt auf dem Truppenübungsplatz Arys in Ostpreußen aufgestellt wurde. Er führte sein Regiment im Mai und Juni 1940 im Westfeldzug in Frankreich und ab Juni 1941 im Deutsch-Sowjetischen Krieg in Russland. Anfang Januar 1941 zum Oberst befördert, wurde er am 4. Januar 1942 in die Führerreserve versetzt und am 21. Februar 1942 zum Kommandeur des Artillerie-Regiments 305 der 305. Infanterie-Division ernannt. Das Regiment lag zu diesem Zeitpunkt noch als Besatzungstruppe in der Bretagne und bereitete sich auf seinen Einsatz an der Ostfront vor. Es wurde ab Mai 1942 in der Schlacht bei Charkow und ab August 1942 in der Schlacht von Stalingrad eingesetzt. Ende September 1942 wurde Ruff mit der Führung der 401. Ersatz-Division in Königsberg beauftragt, deren Kommandeur er am 1. Dezember 1942 wurde. Gleichzeitig wurde er zum Generalmajor befördert. Am 1. April 1944 zum Stadtkommandanten von Riga ernannt, ließ er in dieser Funktion die Bewohner Rigas rund um die Stadt breite Gräben ziehen, die die sowjetischen Panzer aufhalten sollten. Anfang 1945 wurde er Kommandeur der neu aufgestellten 609. Infanterie-Division, dem die Truppen der Festung Breslau unterstanden. Am 1. März 1945 folgte seine Beförderung zum Generalleutnant.
Zu Kriegsende wurde Generalleutnant Ruff in Breslau von der Roten Armee gefangen genommen und ins NKWD-Lager Nr. 27 in Krasnogorsk verlegt. Am 26. Januar 1946 wurde er durch das Militärtribunal Baltikum im Kriegsverbrecherprozess von Riga wegen Kriegsverbrechen als Kommandant von Riga angeklagt. Die Anklagepunkte lauteten: „Heranziehung der Bevölkerung zum Bau von Verteidigungsanlagen, im Oktober 1944 Zerstörung von Industrieanlagen in Riga“. Am 3. Februar 1946 wurde er in einem Kriegsverbrecherprozess zusammen mit Friedrich Jeckeln, Albrecht Baron Digeon von Montenton, Friedrich Werther, Bronislaw Pawel, Hans Küpper und Wolfgang von Ditfurth zum Tode durch Erhängen verurteilt und am Nachmittag desselben Tages auf dem Gelände des ehemaligen Rigaer Ghettos hingerichtet.